# 鉤縄

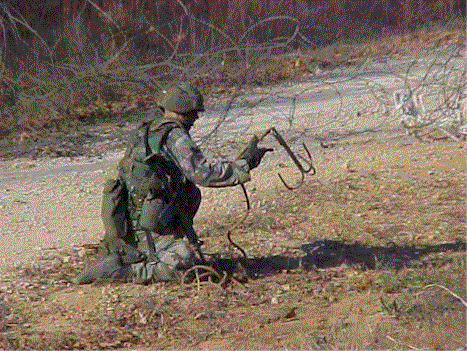
罠を破壊するために鍵縄を使用する兵士

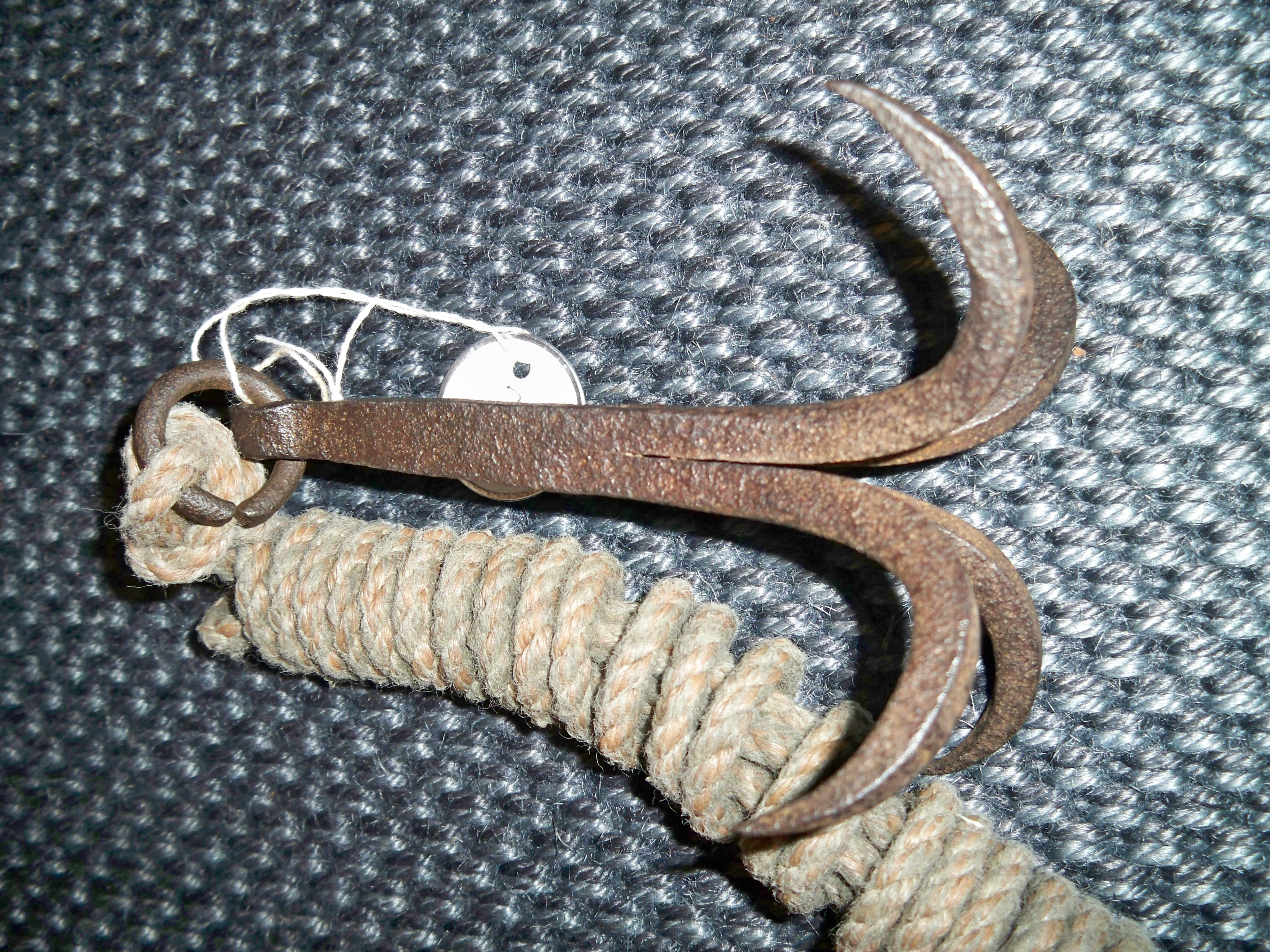
日本で古来に使用された鉤縄

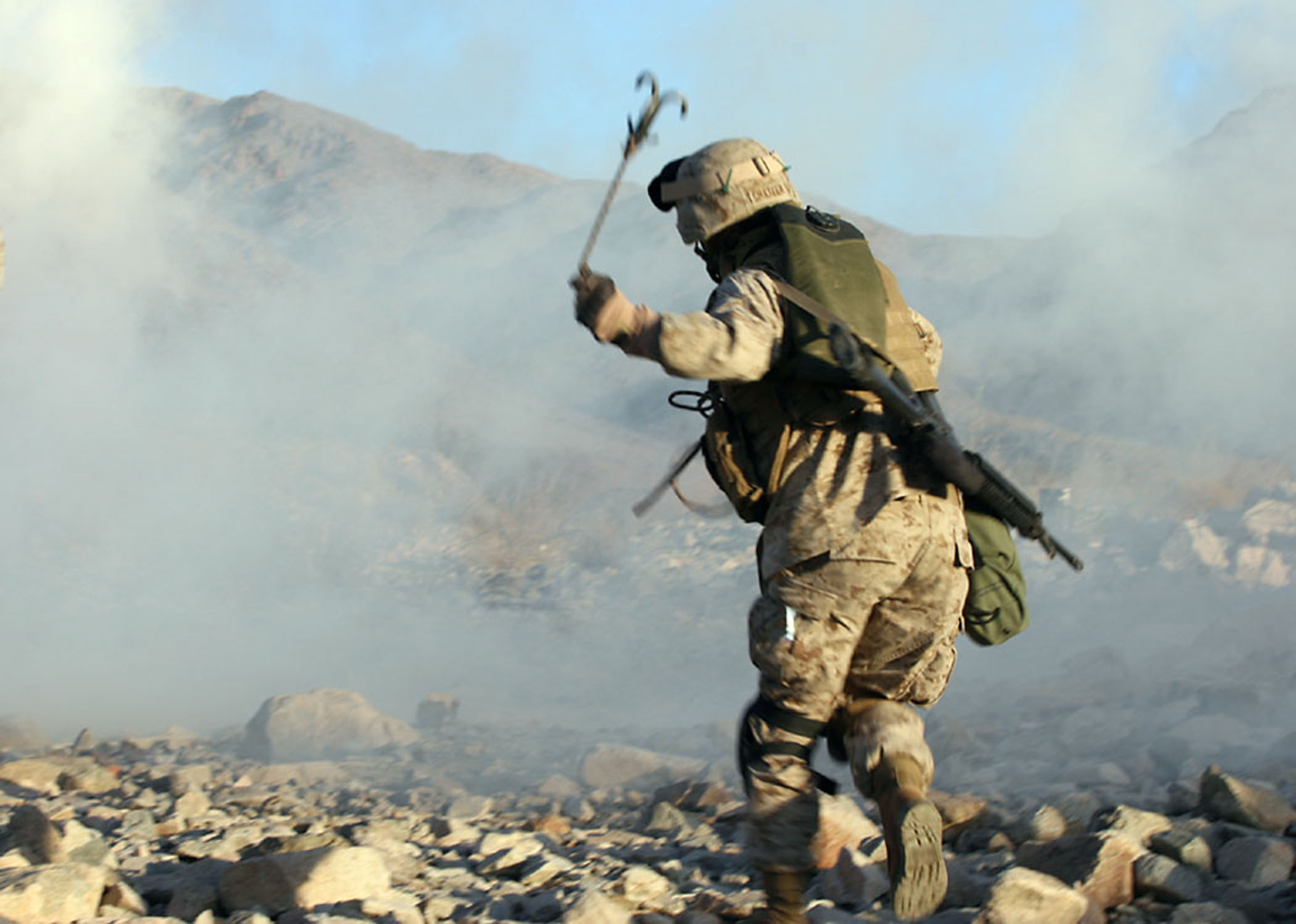
地雷原をクリアリングする訓練で鍵縄を使用するアメリカ軍工兵

鉤縄（かぎなわ、英語：Grappling hook）とは、縄の先に鉤がついた高所や人に絡ませる道具である。足がかりの無い壁・崖などを登る時や橋のない谷を渡る時に使う足がかり、逃亡する容疑者などを捕縛する捕り物道具として使用した。グラップリングフックとも呼ばれる。
日本の中世、戦国時代などで忍者が必須とする「忍びの六具」（編み笠、鉤縄、石筆、薬、三尺手拭、打竹（火付具））の一つである。忍者以外にも、容疑者を捕えるのに江戸時代の警察である関東取締出役などが使用した。容疑者を捕える場合は、縄を針金で補強した場合もあった。

## 海賊や海軍での使用
紀元前415年から紀元前413年にアテナイのシケリア遠征にて、ギリシャ語でカラスを意味する κόραξ という鍵縄が使用されたが、甲板が動物の皮で覆われていて弾かれた記述がある。こういった道具は、船の索具にひっかけてから引き寄せて、船に乗り込む移乗攻撃に使用されていた 。
紀元前36年に初登場したハーパックスという船上に備えられた鉤縄を射出して敵の船を引き寄せるバリスタも製造された。
日本にいた海賊では、鉤役という鎖で補強された鍵縄の須磨留（すまる）を投げる役割の人間がいた。
この手法は20世紀のソマリア沖の海賊などでも使用される。

## 他国の例
英語では、グラップリングフック（ 英語：Grappling hook）と呼ばれ、日本と同様に登攀に使用された。
中国
流星錘、縄鏢など紐が付いた武器があるが、鉤が付いたものは飛爪という。飛爪は攻撃にも使ったが、壁などにひっかけて移動できた。
その他
鉄条網やワイヤトラップなどの罠を破壊するため、M16自動小銃などの先端に発射機を取り付け使用される 。
潜水艦対策の黎明期には、鉤縄を曳航した船によって潜水艦を破壊する対策が、日本やイギリスとドイツなどで見られた。